# Maria Immaculata Liebleitnergasse

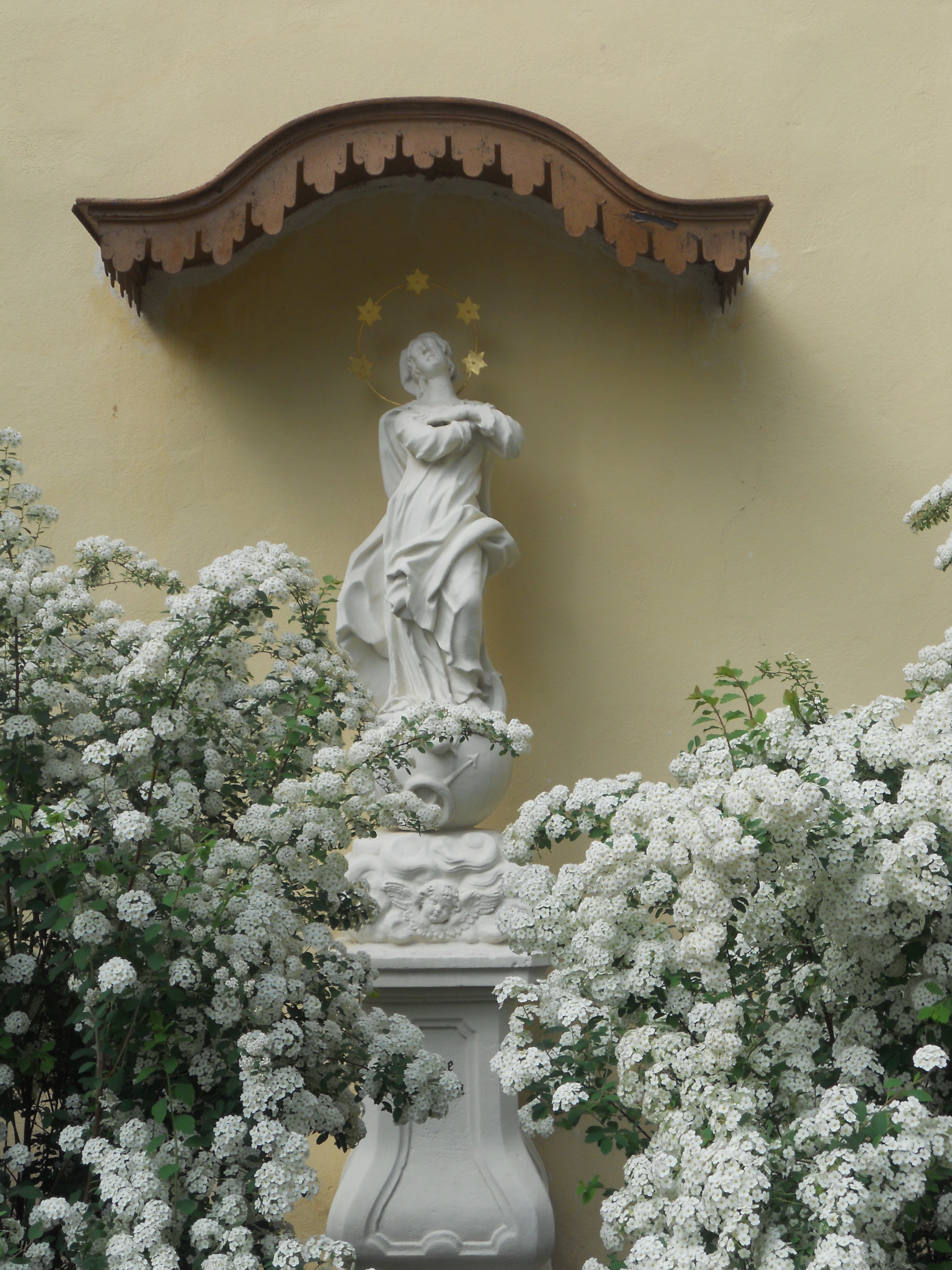
Maria Immaculata in Stammersdorf

Die Statue der Maria Immaculata ist ein sakrales Kleindenkmal auf dem südseitigen Vorplatz der Pfarrkirche Stammersdorf in Stammersdorf im 21. Wiener Gemeindebezirk Floridsdorf. Das Objekt steht als Teil des ehemaligen Friedhofensembles unter Denkmalschutz.

## Geschichte
Die Figur wurde in der Mitte des 18. Jahrhunderts geschaffen und stand ursprünglich im Ortskern und wurde erst zu einem späteren Zeitpunkt an den heutigen Standort versetzt.

## Beschreibung
Das Kunstwerk besteht aus einem vierseitigen geschwungenen und profilierten Sockel mit Inschrift Ave / Maria über einem zweistufigen Postament. Darüber ist eine Art geschwungener Wolkensockel mit geflügeltem Engelskopf. Über diesem ist die Weltkugel mit Schlange dargestellt. Auf der Weltkugel steht eine bewegte Figur Mariens mit Sternennimbus. Darüber ist eine geschwungene Blechüberdachung mit ausgezacktem Rand.